# Joyce Giraud
Joyce Marie Giraud Mojica (Aguas Buenas, 4 aprile 1975) è un'attrice e modella portoricana, incoronata Miss Mondo Porto Rico 1994 ed in seguito Miss Universo Porto Rico 1998. In seguito ha rappresentato Porto Rico in occasione di Miss Mondo 1994 e di Miss Universo 1998, ma in entrambi i concorsi non è riuscita a classificarsi.
Dopo l'esperienza nei concorsi di bellezza, la Giraud ha intrapreso la carriera di attrice, apparendo in film come Fatti, strafatti e strafighe e Miss Cast Away ed in serie televisive come Joey e Zack e Cody al Grand Hotel.
È sposata con il produttore cinematografico Michael Ohoven e ha due figli.

## Filmografia parziale

### Televisione
- Siberia – serie TV (2013)